# Никольск (Тюхтетский район)
Никольск — деревня в Тюхтетском районе Красноярского края России. Входит в состав Новомитропольского сельсовета. Находится на левом берегу реки Таёжный Тюхтет, примерно в 27 км к востоку от районного центра, села Тюхтет, на высоте 221 метра над уровнем моря.

## Население
| 2010 |
| ---- |
| 44   |

Гендерный состав
По данным Всероссийской переписи населения 2010 года 20 мужчин и 24 женщины из 44 чел.

## Улицы
Уличная сеть деревни состоит из одной улицы (ул. Лесная).